# Luis Monti
Pour les articles homonymes, voir Monti.
Luis Felipe Monti dit « Luisito » (surnommé également Doble ancho - ou « combleur d'espaces vides » en français), né le 15 mai 1901 à Buenos Aires en Argentine et mort le 9 septembre 1983 à Escobar (partido de Buenos Aires), est un footballeur italo-argentin de l'entre-deux-guerres qui jouait au poste de milieu de terrain.
La carrière de Luis Monti se déroule à cheval sur deux États, l'Argentine puis l'Italie. Il est naturalisé italien fin décembre 1932 du fait de ses ascendances, en tant qu'oriundo. De ce fait, il joue et perd la finale avec l'Argentine en 1930, et joue et gagne la finale avec l'Italie en 1934. Luis Monti est le seul joueur de l'histoire à avoir disputé deux finales de Coupe du Monde avec deux pays différents.
Il devient par la suite entraîneur.

## Biographie

### Joueur

#### Club
Dans son pays natal, Luisito commence sa carrière avec le Club Atlético Huracán, avant de rejoindre le mythique Boca Juniors. Il ne marque véritablement les esprits argentins que dans son troisième et dernier club argentin, à San Lorenzo (avec qui il remporte trois championnats et la Coupe Rioplatense du Dr. Ricardo C. Aldao (face au champion uruguayen) en 1923 et 1927).
Monti franchit ensuite l'Atlantique pour jouer en Italie, son pays d'origine.
Avec le club italien de la Juventus (dont il dispute le premier match le 2 septembre 1931 lors d'une défaite 3-2 contre le Sparta Prague en Coupe d'Europe centrale), il fait partie de l'effectif bianconero (aux côtés de Giovanni Ferrari) réalisant les premières performances européennes du club sur la durée, en atteignant quatre années de suite les demi-finales de la Coupe Mitropa (en 1932, 1933, 1934 et 1935). Il est également l'une des pièces maîtresses de la période dorée du club appelée le « Quinquennio d'oro ».
En 1935, Monti succède à Virginio Rosetta et devient le troisième capitaine de l'histoire du club bianconero (et premier capitaine né à l'étranger), et ce jusqu'en 1938.
Surnommé « L'uomo che cammina » (en français: l'homme qui marche), il a en tout disputé 225 matchs en Serie A italienne.

#### Sélection
En sélection argentine, il remporte trois coupes face à l'Uruguay (la Coupe Lipton en 1928 et trois fois la Coupe Newton en 1924, 1927 et 1928).
Son jeu est considéré comme particulièrement « rugueux ». En 1930 il est décrit comme « le défenseur le plus brutal et méchant que le football mondial ait connu » par le journal l'Équipe. Il est également un des principaux acteurs de la « Bataille de Highbury », le 14 novembre 1934 face aux Anglais. Lors de la coupe du monde de football 1934, en quart de finale contre l'Espagne, son jeu physique lui vaut qu'un journaliste français lui donne le surnom de « boucher » (il blesse en deux matchs José Iraragorri, Crisant Bosch et Chacho). Son impact physique se révèle également décisif en demi-finale quand il blesse l'Autrichien Matthias Sindelar, meilleur attaquant du monde à l'époque.
Fait unique, il dispute deux finales de Coupe du monde pour deux pays différents.
Il compte en tout seize sélections en équipe d'Argentine, de 1924 à 1930 (cinq buts, dont deux en CM 1930 (un en finale)), ainsi que dix-huit sélections en équipe d'Italie de 1932 à 1936 (un but).
Il possède malgré sa réputation l'un des plus beaux palmarès mondiaux d'avant-guerre.

### Entraîneur
Une fois sa carrière de joueur finie, Monti se lance en tant qu'entraîneur (avec les clubs de Triestina, de la Juventus, de Varèse, de l'Atalanta, de Vigevano, de Huracán et de Pise).
Il débarque sur le banc de la Juventus à la place de Giovanni Ferrari en 1941, club qui a fait sa gloire en tant que joueur. Il dirige son premier match le 8 février 1942 lors d'une victoire 1-0 contre Padoue en coupe, et remporte son premier trophée (la coupe d'Italie en 1942) lors de sa seule et unique saison bianconera (où il remporte au total 10 victoires en 19 matchs).

## Palmarès

### Joueur

#### Club
| Huracán - Championnat d'Argentine (1) : - Champion : 1921 (amateur). |  | San Lorenzo - Championnat d'Argentine (3) : - Champion : 1923, 1924 et 1927 (amateur). |  | Juventus - Championnat d'Italie (4) : - Champion : 1931-32, 1932-33, 1933-34 et 1934-35. - Vice-champion : 1937-38. - Coupe d'Italie (1) : - Vainqueur : 1937-38 (il se retire après ce dernier titre acquis sur le terrain). |

#### Sélection
| Argentine - Coupe du monde : - Finaliste : 1930. - Copa América (1) : - Vainqueur : 1927. - Jeux olympiques : - Argent : Amsterdam 1928. |  | Italie - Coupe du monde (1) : - Vainqueur : 1934. - Coupe internationale (1) : - Vainqueur : 1933-1935. |

### Entraîneur
Juventus
- Coupe d'Italie (1) :
  - Vainqueur : 1941-42.